# U-253
Unterseeboot 253 foi um submarino alemão do Tipo VIIC, pertencente a Kriegsmarine que atuou durante a Segunda Guerra Mundial.

## Comandantes
| Comandante              | Data                                           |
| ----------------------- | ---------------------------------------------- |
| Kptlt. Adolf Friedrichs | 21 de outubro de 1941 - 25 de setembro de 1942 |

## Subordinação
Durante o seu tempo de serviço, esteve subordinado às seguintes flotilhas:
| Período                                        | Flotilha                                  |
| ---------------------------------------------- | ----------------------------------------- |
| 21 de outubro de 1941 - 31 de agosto de 1942   | 8. Unterseebootsflottille (treinamento)   |
| 1 de setembro de 1942 - 25 de setembro de 1942 | 6. Unterseebootsflottille (serviço ativo) |